# 色楞額
色楞額（穆麟德轉寫：selengge；？—1890年），又作色楞格，達虎里郭貝爾氏，字石友，勇号訥恩登額巴圖魯，滿洲正白旗人，清朝政治人物。
咸豐六年起任藍翎侍衛、三等侍衛、二等侍衛、頭等侍衛，同治四年挂副都統銜，光緒元年起署興京副都統、成都副都統，光緒五年至九年任駐藏幫辦大臣、駐藏辦事大臣，光緒九年至十二年任庫倫辦事大臣（掌印辦事大臣），光緒十二年至十六年任伊犁將軍。
曾先後隨叔父荊州將軍都興阿出兵江南和出兵甘肅。